# Anderson (priimek)
Anderson je priimek več znanih oseb:
- Alexander Anderson (~1582—1620), škotski matematik
- Alexander Anderson, ilustrator
- Alexander Anderson, pesnik
- Alexander Anderson, stripar
- Alexander Caulfield Anderson
- Alexander Vass Anderson, britanski general
- Anthony Anderson, ameriški igralec, komik in voditelj iger
- Barbara Anderson (*1945), ameriška igralka
- Barbara Anderson (1926—2013), novozelandska pisateljica
- Benedict Anderson (1936—2015), anglo-irsko-ameriški politolog in antropolog?
- Bob Anderson (1931—1967), britanski dirkač
- Brett Anderson (pevec), angleški pevec
- Broncho Billy Anderson - Eddie Anderson - Harry Anderson - Loni Anderson - Melissa Sue Anderson, ameriški igralci
- Carl Anderson (1945—2004), ameriški igralec
- Carl David Anderson (1905—1991), ameriški fizik
- Charles Anderson (1914—1993), ameriški častnik in jahač
- Desmond Francis Anderson, britanski general
- Duncan Anderson, britanski general
- Don L. Anderson (1933—2014), ameriški geofizik
- Earl Edward Anderson (1919—2015), ameriški general
- Frank Anderson (1928—1980), kanadski šahovski mojster
- George Whelan Anderson mlajši, (1906—1992), ameriški admiral
- George Benson Anderson (1897—1958), kanadski letalski as
- Gilmour Menzies Anderson (1914—1977), britanski general
- Gillian Anderson (*1968), ameriška igralka
- Glenn Anderson (*1960), kanadski hokejist
- Herbert Anderson (1917—1994), ameriški igralec
- Ian (Scott) Anderson (*1947), britanski (škotsko-angleški) glasbenik in pevec, edini neprekinjeno delujoči član skupine Jethro Tull
- James Anderson (1947—1967), ameriški marinec
- James (R.) Anderson, ameriški politični geograf
- Jessica Anderson (1916—2010), avstralska pisateljica
- John Anderson (1922—1992), ameriški igralec
- John Anderson (1893—1962), škotsko-avstralski filozof
- John August Anderson (1876—1959), ameriški astronom
- John D'Arcy Anderson, britanski general
- Jon Anderson (*1944), angleški pevec
- Jon Peter Anderson (*1949), ameriški atlet
- Joseph Gaudentius Anderson, ameriški rimskokatoliški škof
- Kenneth Arthur Noel Anderson, britanski general
- Kyra Anderson (*1996), ameriška atletinja
- Lauren Anderson (*1965), ameriška baetna plesalka; 2. = ameriški fotomodel; 3.? = pevka
- Laurie (Laura Phillips) Anderson (*1947), ameriška glasbenica violinistka, avantgardna umenica in performerka
- Leroy Anderson (1908—1975), ameriški skladatelj
- Lindsay Anderson (1923—1994), angleški režiser in cineast
- Loni Andeson (*1945), ameriška igralka
- Lynn Anderson (1947—2015), ameriška kantri (coutry) pevka
- Mal Anderson (*1935), avstralski tenisač
- Marian Anderson (1897—1993), ameriška operna pevka
- Margaret Anderson (1886—1973), ameriška pisateljica
- Mary Anderson (1859—1940), ameriška igralka
- Mary Anderson (1866—1953), ameriška podjetnica in izumiteljica
- Matt Anderson (*1987), ameriški odbojkar
- Maxwell Anderson (1888—1959), ameriški dramatik
- Melody Andeson (*1955), kanadsko-ameriška igralka
- Michael Anderson (1920–2018), britanski filmski režiser
- Michel P. Anderson (1959—2003), ameriški astronavt
- Moses Bosco Anderson, ameriški rimskokatoliški škof
- Nicolai Anderson (1845—1905), estonski jezikoslovec
- Pamela Anderson (*1967), kanadsko-ameriška igralka, fotomodel
- Paul Anderson (*1965), angleški režiser
- Paul Francis Anderson, ameriški rimskokatoliški škof
- Paul William Anderson (1926—2001), ameriški pisatelj
- Perry (Francis Rory Peregrine) Anderson (*1938), britanski intelektualec, politični filozof, zgodovinar in esejist
- Philip Warren Anderson (1923—2020), ameriški fizik
- Pink Anderson (1900—1974), ameriški pevec in kitarist
- Ray Anderson (*1952), ameriški jazzovski pozavnist in glasbeni pedagog
- Richard Anderson (1926—2017), ameriški igralec
- Richard Allen Anderson (1948—1969), ameriški marinec
- Richard Neville Anderson, britanski general
- Richard Dean Anderson (*1950), ameriški igralec
- Robert Anderson (1805—1871), ameriški general
- Robert Rowand Anderson (1834—1921), škotski arhitekt
- Robert Charles Beckett Anderson, britanski general
- Rodney O. Anderson, ameriški general
- Rona Anderson (1926—2013), škotska igralka
- Russel Anderson (*1978), škotski nogometaš
- Sherwood Anderson (1876—1941), ameriški pisatelj
- Stig Anderson (1931—1997), švedski glasbenik
- Timothy Anderson (*1994), avstralski kajakaš/kanuist
- Thomas McArthur Anderson (1836—1917), ameriški general
- Thomas Victor Anderson (1876—1959), ameriški astronom
- Tom Anderson (*1970), ameriški tehnološki podjetnik, soustanovitelj družbenega omrežja Myspace (s Chrisom DeWolfejem)
- Tom Anderson (*1990), britanski atlet
- Warren Melville Anderson (1894—1973), avstralski general
- Wes Anderson (*1969), ameriški režiser